# Talorchestia spinifera
Talorchestia spinifera is een vlokreeftensoort uit de familie van de Talitridae. De wetenschappelijke naam van de soort is voor het eerst geldig gepubliceerd in 1962 door Mateus.